# 원주 용소막성당
원주 용소막성당(原州 龍召幕聖堂)은 대한민국 강원특별자치도 원주시 신림면에 있는 성당이다. 1986년 5월 23일 강원도의 유형문화재 제106호로 지정되었다.

## 개요
풍수원성당과 원주성당에 이어 세번 째로 지은 천주교 성당이다. 고종 광무 2년(1898)에는 원주 본당에 소속되어 있었는데, 광무 8년(1904)에 프와오신부가 본당 신부가 되면서 독립된 성당이 되었다.
당시 성당 건물은 초가집이었는데 시잘레 신부에 의해 벽돌 건물로 지어지게 되었다. 한국전쟁 때 일부 파손된 것을 후에 수리하여 오늘에 이르고 있다. 앞면 중앙에 종탑이 튀어나와 있고 건물은 네모난 모양이며, 붉은 벽돌로 쌓았다. 건물을 받쳐주는 버팀벽은 회색벽돌을 사용하였다. 창의 모양은 모두 아치형이며, 테두리를 회색벽돌로 장식하였고, 내부 바닥은 널판지마루이며 벽은 회를 발라 마무리 하였다.
원주 용소막성당은 이 시대 성당건축양식의 일반적인 형태와 구조를 취하고 있으며, 지붕 꼭대기의 뾰족한 탑이 매우 높은 것이 특징이다.

## 참고 자료
- 원주용소막성당 - 국가유산청 국가유산포털